# For the Roses
| 전문가 평가                   | 전문가 평가 |
| 평가 점수                     | 평가 점수   |
| 출처                          | 점수        |
| ----------------------------- | ----------- |
| AllMusic                      | [ 1 ]       |
| Christgau's Record Guide      | A           |
| Encyclopedia of Popular Music | [ 3 ]       |
| The Great Rock Discography    | 7/10        |
| Music Story                   | [ 4 ]       |
| MusicHound Rock               | [ 5 ]       |
| Pitchfork                     | 9.1/10      |
| The Rolling Stone Album Guide | [ 4 ]       |

《For the Roses》는 1972년 11월에 발매된 캐나다의 싱어송라이터 조니 미첼의 다섯 번째 스튜디오 음반으로, 《Blue》와 《Court and Spark》의 두 가지 가장 큰 상업적 성공과 비평적 성공 사이에 있다. 그럼에도 불구하고 2007년 미국 의회도서관이 선정한 25개의 녹음 중 하나로 내셔널 레코딩 레지스트리에 추가되었다. 그것은 미첼이 이 업적을 달성한 첫 번째, 그리고 지금까지 유일한 음반이다.
이 음반은 아마도 히트 싱글 〈You Turn Me On, I am a Radio〉로 가장 잘 알려져 있는데, 이 싱글은 미첼이 라디오 친화적인 노래를 위한 레코드 회사의 요청에서 비꼬아 쓴 것이다. 이 싱글은 빌보드 핫 100 차트에서 25위로 정점을 찍으며 성공을 거두었고, 미첼이 자신의 이름으로 발표한 첫 번째 톱 40 히트곡이 되었다(작곡가로서, 몇몇 다른 공연자들은 그녀가 작곡한 노래로 히트했다). 싱글로 발매된 당시 연인이었던 제임스 테일러의 헤로인 중독을 위협적이고 재지적인 초상화 〈Cold Blue Steel and Sweet Fire〉와 〈Blonde in the Bleachers〉, 베토벤에서 영감을 받은 〈Judgement of the Moon and Stars (Ludwig's Tune)〉도 인기를 끌었다.

## 배경
이 곡들 중 일부는 1970년부터 1971년까지 미첼과 제임스 테일러의 관계에서 영감을 받았다. 그의 어려움에도 불구하고, 미첼은 그녀가 테일러에서 짝짓기를 할 수 있는 사람을 찾았다고 느꼈던 것 같다. 1971년 3월, 그의 명성은 폭발하여 마찰을 일으켰다. 그가 관계를 끊자 그녀는 큰 충격을 받은 것으로 알려졌다. 1971년 11월 그는 칼리 사이먼과 결혼하였다.

## 커버 아트
마지막 커버는 숲 속의 미첼을 묘사하고 있지만, 그녀는 오리지널 커버가 음악 산업에 대한 그녀의 감정과 관련된 이미지인 《For the Roses》라는 제목의 그림으로 의도했다. 하지만 게펀 레코드는 그녀의 얼굴이 커버에 오르기를 원했기 때문에 그것을 반대하기로 결정했다.

## 곡 목록
모든 곡들은 조니 미첼에 의해 작사/작곡하였다.
| #  | 제목                               | 재생 시간 |
| -- | ---------------------------------- | --------- |
| 1. | 〈Banquet〉                        | 3:01      |
| 2. | 〈Cold Blue Steel and Sweet Fire〉 | 4:17      |
| 3. | 〈Barangrill〉                     | 2:52      |
| 4. | 〈Lesson in Survival〉             | 3:11      |
| 5. | 〈Let the Wind Carry Me〉          | 3:56      |
| 6. | 〈For the Roses〉                  | 3:48      |

| #   | 제목                                                | 재생 시간 |
| --- | --------------------------------------------------- | --------- |
| 7.  | 〈See You Sometime〉                                | 2:56      |
| 8.  | 〈Electricity〉                                     | 3:01      |
| 9.  | 〈You Turn Me On, I'm a Radio〉                     | 2:39      |
| 10. | 〈The Last Time I Saw Richard〉                     | 4:13      |
| 11. | 〈Woman of Heart and Mind〉                         | 2:38      |
| 12. | 〈Judgement of the Moon and Stars (Ludwig's Tune)〉 | 5:19      |